# Geodia ewok
Espèce
Geodia copiosa est une espèce d'éponges de la famille des Geodiidae présente dans l'océan Pacifique sud au large de la Nouvelle-Zélande.

## Taxonomie
L'espèce est décrite en 2015 par les spongiologues Carina Sim-Smith (d) et Michelle Kelly (d),.

### Étymologie
Son épithète spécifique vient de la ressemblance de cette espèce d'éponge avec les Ewoks, une espèce de l’univers de fiction Star Wars.

### Publication originale
- (en) Carina Sim-Smith et Michelle Kelly, « The Marine Fauna of New Zealand: Sponges in the family Geodiidae (Demospongiae; Astrophorina) », NIWA Biodiversity Memoir, vol. 128,‎ 2015, p. 1-102 (ISSN 1174-0043, e-ISSN 2463-638X, lire en ligne, consulté le 15 avril 2025).

## Description
Geodia ewok est une espèce de forme petite et ronde, piquante, et croissant autour des branches de coraux.

## Répartition
L'espèce est présente sur le plateau de Chatham, d'où provient l'holotype, à l'est de la Nouvelle-Zélande, dans une profondeur allant de 687 à 1 275 m,.